# 야마다촌 (아이치현)
야마다촌(山田村)은 아이치현 니시카스가이군에 설치되었던 촌이다. 현재의 나고야시 니시구의 일부에 해당한다.